# رهاب العري
من يعانون رهاب العري يُصيبهم مرأى العُري بالاضطراب، حتى مع علمهم بأن رُهابهم غير عقلاني. فقد يخشون مرأى أشخاص آخرين عُراة أو قد يخشون أن يراهم الآخرون عراة، أو كلا الأمرين. قد ينبع رُهابهم من اضطرابات عامة بشأن الجنسانية، أو دِعَة حالتهم الجسمانية، أو خشية أن يجعلهم العري مكشوفين وغير محميين.
يجب عدم خلط رهاب العري بكراهة العري بمبررات الحشمة أو بمبررات أخرى عقلانية أو أخلاقية.
تدُلُّ رهاب العري على رهاب حقيقي من العُري، إلا أن معظم المصابين بها يتعلمون كيف يسلكون في المجتمع برغم حالتهم. فقد يتفادون مثلا غرف تغيير الملابس، والحمامات العمومية والشواطئ.
تُعدُّ الحالة عموما اضطرابَ قلقٍ إن عجز الشخص عن التحكم في الرُهاب أو إن أعاقت حياته اليومية. يشيع رُهاب العُري بين الأطفال، بخاصة الذين في طور المراهقة، وهي طبيعية ومرجعها ضغط الأنداد، وربما عوامل التنشئة.

## تأثيل الاسم الأجنبي
رهاب العري هو الرُّهاب المرضي من العُري. الاسم الجمنوفوبيا من اليونانية "γυμνός" «جُمنُس» أي «عارٍ» و "φόβος" «فوبوس» أي «رهبة».